# 新任天堂3DS
新任天堂3DS是一个由任天堂开发的掌上遊戲機。它是任天堂3DS家族中第四款设备。
相比以前的机型改进CPU，增加RAM，新增一个模拟指点杆（C-Stick），新增两个肩部按键（ZR 和 ZL），新增人脸检测机能，用于自动优化立体3D显示。机器内含附赠的4 GB microSD卡并内置近場通訊机能，以及其他的微小的设计更改（如彩色操作按钮）。
评论家对新任天堂3DS给出了正面评价，虽然对于其设计的某些方面（例如microSD插槽位置）提出批评，但新型号因其改进性能，更多的控制按钮以及更好的3D图像质量而受到称赞。
在2017年7月，任天堂证实，在新任天堂2DS XL发布之前，日本标准尺寸的新任天堂3DS已经停止生产。2020年9月，任天堂宣佈3DS家族產品全線停止生產。

## 硬件
新任天堂3DS系列相比之前型号有许多的变化。新任天堂3DS系列采用更加精致的设计， 配备了类似于超級任天堂的手柄的颜色主题。 新任天堂3DS的屏幕的尺寸是原始任天堂3DS的1.2倍，而加大版本LL/XL则与前任相同。有些型号的显示屏幕使用的是更好的IPS屏幕，但有些型号仍然使用旧型号的TN显示屏。在目前，型号或生产日期与显示屏幕材质之间没有已知的相关性。任天堂也没有公开解决生产中的差异问题。新增超稳定3D功能，通过使用前置摄像头和其他传感器来检测玩家正在观看屏幕的角度并自动调整效果以进行补偿，从而提高了系统裸眼3D效果的质量。该传感器还可用作自动调节亮度功能的环境光传感器。
新的两种任天堂3DS相比前任机型都略微增大。加大机型LL/XL的重量相比前任机型则略微减小。设备的的游戏卡插槽，手写笔插槽和电源按钮也重新放置在机器底面上。硬件的无线通信功能开关也被一个软件切换按钮取代。 标准的新任天堂3DS具有可互换的正面和背面面板的功能；在日本推出了38种不同的正面与背面面板替换产品。而加大版本LL/XL机型则无法使用这些替换面板，而是使用一些固定的金属面板设计。
新机型的内部硬件也进行了更新，包括增加了额外的处理器内核，RAM也增加至256MB,并新增了近场通信机能且支持与Amiibo产品一起使用。 在新机型的右侧新增了一个指点杆（称为“C-Stick”）以及新增了ZL和ZR肩部按钮，从而实现了适用于以前型号的附加手柄外设（Circle Pad Pro）的所有功能。这些额外的按钮的功能和Circle Pad Pro完全相同并且与支持的游戏向后兼容。
与之前型号使用标准SD卡不同，新任天堂3DS系列使用MicroSD卡进行数据存储，内存卡与电池一起放置在设备的后盖里面，需要要卸下后盖的2颗螺丝才能接触到Micro SD卡的插槽。数据还可以通过任何带有SMB功能的设备以无线方式进行访问读写，例如电脑。
新机型继续使用与DSi和3DS系列中的其他设备相同的AC电源适配器。就像日本和欧洲发售的Nintendo 3DS XL一样，也是北美地区第一次、设备本机并不包含AC电源适配器，必须单独购买。

## 软件和服务
除了为反映其硬件设计差异而进行的微小调整之外，新任天堂3DS系列的系统软件与原始3DS相同，提供Nintendo Network进行多人在线游戏，Nintendo eShop下载和购买游戏，瞬缘连接和悄然连接。网页浏览器更新可以支持播放HTML5视频。在日本发售的机型中，默认情况下网页内容过滤器处于激活状态，可通过注册信用卡禁用该功能，以防止儿童访问不适合的网站。

### 兼容性
与之前的型号一样，新任天堂3DS系列仍支持任天堂3DS和任天堂DS（不包括使用GBA插槽的任天堂DS软件）。由于新任天堂3DS设备的硬件升级，一些3DS游戏在新设备上的性能和/或图形性能得到提高。C-Stick和ZL /ZR控件向后兼容支持Circle Pad Pro外设的游戏。有些游戏，比如《異度神劍》，专门针对升级后的硬件进行了优化，并且是新任天堂3DS设备的独家产品，该游戏不支持在前任任天堂3DS型号上进行游玩。 2016年3月，任天堂开始在Virtual Console上发布超级任天堂游戏，游戏支持“完美像素”模式，这种模式可以让游戏玩家使用原始的正方形像素进行游玩，而不是以原来的4：3比例。
与以前的型号一样，所有3DS游戏和下载的软件都是区域锁定的（DS卡带游戏仍保持无区域限制）。 由于其尺寸的差异，为原始任天堂3DS外形而设计的外围设备不能用于新型号设备。尽管来自新型号的数据不能传输至旧系统，但游戏数据可以从前任的3DS系统传输到新任天堂3DS系统，无论是手动还是无线方式。
2015年4月13日，Unity Technologies宣布Unity引擎将支持新任天堂3DS。

## 发售

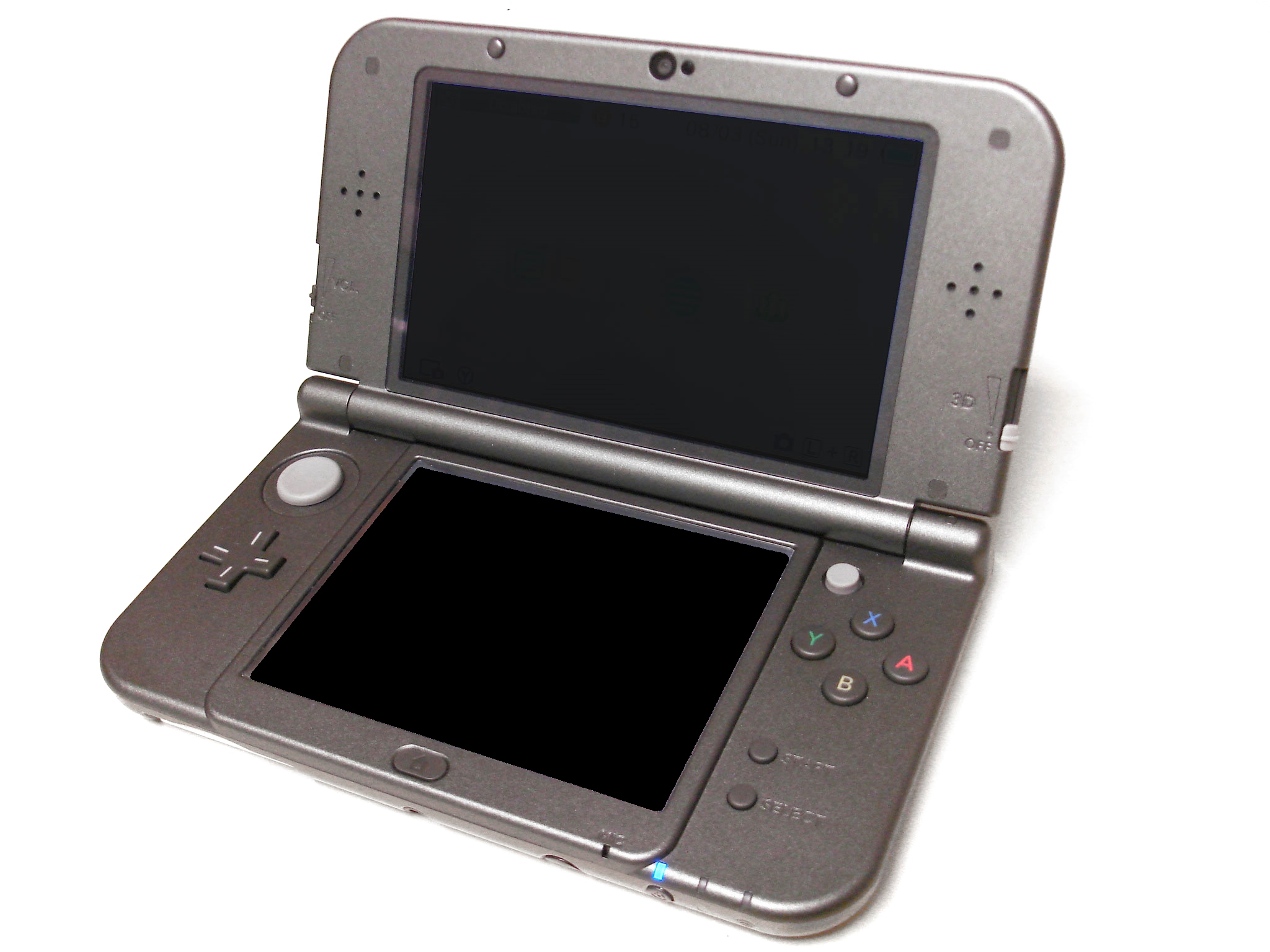
金属黑色的新任天堂3DS LL/XL。

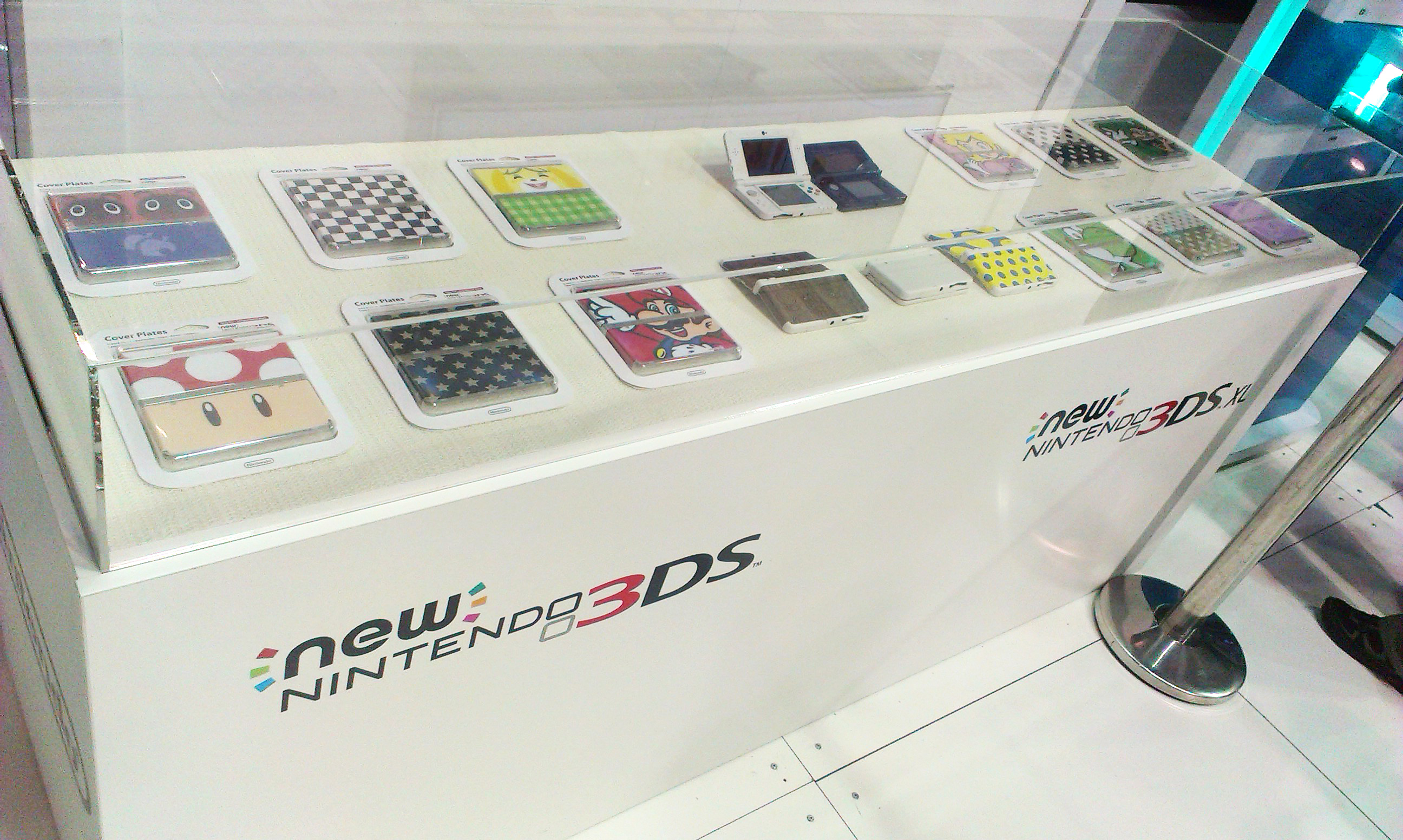
在2014年PAX Australia展示的新款任天堂3DS外壳。

新任天堂3DS首次在2014年8月29日的日文Nintendo Direct发布会上宣布。新任天堂3DS和3DS LL于2014年10月11日在日本发售; 普通尺寸的版本有黑色和白色版本，而LL机型有金属蓝色和金属黑色版本，还有一些限量版设计。 在日本刚发售2日就售出了23万台。
新的任天堂3DS及其XL型号最早于2014年11月21日在日本以外的澳大利亚和新西兰发布，但较小的型号只有白色供选择。 在欧洲，新任天堂3DS于2015年1月6日首次在线上网站提供，其中包含一个特殊的白色“大使版”套装，专用于任天堂俱乐部会员，并配有充电底座和两个替换面板。
2015年1月14日，任天堂宣布，新系统将于2015年2月13日在北美和欧洲的零售店发售。在欧洲，新任天堂3DS有黑色或白色可供选择，其XL型号拥有金属黑或金属蓝可供选择。在北美，XL型号发布了金属红和金属黑（后更名为“新红”和“新黑”）。而特别限量机型《薩爾達傳說 穆修拉的假面》和《怪物猎人4》也在两个地区发布 。在欧洲和北美第一周的供货期间共销售了335,000台。
最初只有XL模型在北美发布的;尽管任天堂不排除将来会发布普通新任天堂3DS的可能性，但任天堂美国代表达蒙贝克解释说，他们不想混淆消费者，而且替换面板供货量不足以满足销售的小型机型 。出现了一个社交媒体运动，呼吁任天堂美国公司在北美发布该小型机型。 2015年3月，美国联邦通信委员会解除了有关2014年9月在标准新任天堂3DS机型上执行的监管细节的信息禁令，这表明任天堂美国确实考虑在一个时间点推出小型机型。
2015年8月31日，在拉斯维加斯的GameStop经理会议上，美国任天堂证实标准新3DS机型将于2015年9月25日在该地区推出，《动物森友会 快乐之家设计师》捆绑版 - 包括配套系统主题，游戏软件，两张替换外壳和一张Amiibo卡。 第二部《塞尔达传说》主题的XL版捆绑包“海拉魯版”也于2015年10月30日发布由GameStop独家发布。
2016年1月，北美地区发布了一款特别的寶可夢主题新任天堂3DS套件，于2016年2月27日开始销售。来纪念为了纪念精灵宝可梦系列发售20周年而发售的Virtual Console原版游戏。该机型包含《寶可夢 紅／綠》的噴火龍和水箭龟的替换外壳和可下载的主菜单皮肤。
2016年8月，Target和Walmart独家发布了一款包含《超級瑪利歐3D樂園》主题的替换的新3DS套件，在北美地区发售。 任天堂于2016年11月在北美发布了带有“马力欧”主题设计的黑色和白色新3DS机型; 在黑色星期五，这两款机型售价为99.99美元，价格仅比任天堂2DS高20美元.
2017年7月，任天堂证实，在新任天堂2DS XL发布之前，日本标准尺寸的新任天堂3DS已经停止生产。 但加大版机型LL/XL仍在生产中。
2020年9月17日，任天堂日本将全部任天堂3DS家族主机标注为已停产。

## 颜色与限定版本
- 白（ホワイト，White）
  - 日本地区：2014年10月11日
  - 澳洲地区：2014年11月21日
  - 欧州地区：2015年2月13日
- 黑（ブラック，Black）
  - 日本地区：2014年10月11日
  - 欧州地区：2015年2月13日
- 《寶可夢 歐米加紅寶石／阿爾法藍寶石》限定版
  - 日本地区：2014年11月21日[39]
- 大使版（Ambassador Edition）
  - 欧洲地区：2015年1月7日-12日
- 《聖火降魔錄 if》限定版
  - 日本地区：2015年6月25日（已停產）
- Nintendo 3DS for girls （マドラスチェックMadras Check）（ヤマダ電機限定商品）
  - 日本地区：2015年7月16日
- Nintendo 3DS for girls （パステルドットPastel Dot）（日本AEON限定商品）
  - 日本地区：2015年7月30日
- 《超級瑪利歐兄弟》同捆限定版
  - 韓國地区：2015年9月10日
- Nintendo 3DS for girls （カラフルスターColourful star）
  - 日本地区：2015年9月17日
- 《動物之森 快樂之家設計師》同捆限定版
  - 北美地區：2015年9月25日
- 《超級瑪利歐兄弟30周年》限定版
  - 日本地区：2015年11月28日
- 《魔物獵人 X》限定版 
  - 日本地区：2015年11月28日
- 《Hello Kitty》限定版 
  - 日本地区：2015年11月28日
- 《動物森友會》限定版
  - 日本地区：2015年11月28日
- 《寶可夢20週年》紀念包限定版
  - 北美地區：2016年2月27日

## 新任天堂3DS LL/XL
新任天堂3DS LL/XL是与新任天堂3DS同时公布的。与新任天堂3DS相比，新任天堂3DS LL（XL）在硬件方面拥有更大的屏幕和电池，但不能像新任天堂3DS那样可以更换外壳，余下与新任天堂3DS几乎一致。
- 金属蓝（METALLIC BLUE）
  - 日本地区：2014年10月11日
  - 澳洲地区：2014年11月21日
  - 欧州地区：2015年2月13日
  - 韩国地区：2015年5月1日
  - 东南亚地：2015年8月7日
- 金属黑/新黑（METALLIC BLACK/NEW BLACK）
  - 日本地区：2014年10月11日
  - 澳洲地区：2014年11月21日
  - 欧州地区：2015年2月13日
  - 北美地区：2015年2月13日
  - 东南亚地区：2015年8月1日
- 金属紅/新红（METALLIC RED/NEW RED）
  - 北美地区：2015年2月13日
  - 韩国地区：2015年5月1日
  - 日本地区：2015年8月27日
- 珍珠白（PEARL WHITE）
  - 日本地区：2015年6月1日
  - 东南亚地区：2015年12月1日
- 萊姆綠×黑（LIME X BLACK）
  - 日本地区：2016年6月9日
- 粉红×白（PINK X WHITE）
  - 日本地区：2016年6月9日
  - 澳洲地区：2016年11月10日
  - 欧州地区：2016年11月11日
- 银河蓝（GALAXY BLUE）
  - 北美地区：2016年9月2日
  - 日本地区：2016年11月11日 （日本玩具反斗城25周年限定版）
- 橙×黑（ORANGE X BLACK）
  - 澳洲地区：2016年11月10日
  - 欧州地区：2016年11月11日
- 《怪物猎人4G》同捆限定版 
  - 日本地区：2014年10月11日
  - 北美地区：2015年2月13日
  - 韩国地区：2015年5月1日
- 《任天堂明星大乱斗 3DS》限定版 
  - 日本地区：2014年11月18日（已停產）
- 《薩爾達傳說 穆修拉的假面 3D》限定版 
  - 日本地区：2015年2月13日
  - 北美地区：2015年2月13日
  - 欧洲地区：2015年2月13日
- 《動物森友會 快樂之家設計師》同捆限定版 
  - 日本地区：2015年7月30日
- 《薩爾達傳說》海拉爾王國限定版 
  - 北美地区：2015年10月30日
- 《魔物獵人X》（紅色）同捆限定版 
  - 日本地区：2015年11月28日
- 《薩爾達無雙 海拉魯群星集結》同捆限定版
  - 日本地区：2016年1月21日
- 《聖火降魔錄 if》限定版
  - 北美地区：2016年2月19日
  - 日本地区：2016年4月上旬
- 超級任天堂限定版
  - 日本地区：2016年4月中旬
- 《魔物獵人X》（藍色）同捆限定版 
  - 日本地区：2016年4月28日
- 《精靈寶可夢 太陽／月亮》限定版（黃）
  - 日本地区：2016年11月18日
- 《精靈寶可夢 太陽／月亮》限定版（黑）
  - 日本地区：2016年11月18日
- 《銀河戰士 薩姆斯歸來》限定版
  - 北美地區：2017年9月15日